# باردلو
باردلو (به ایتالیایی: Bardello) یک کومونه در ایتالیا است که در استان وارزه واقع شده‌است.

## خصوصیات
باردلو ۲ کیلومترمربع مساحت و ۱٬۲۱۸ نفر جمعیت دارد.